# Пачерани
Пачерани је насељено место у Босни и Херцеговини у општини Коњиц у Херцеговачко-неретванском кантону које административно припада Федерацији Босне и Херцеговине. Према попису становништва из 1991. у насељу је живјело 19 становника.

## Становништво
По последњем службеном попису становништва из 1991. године, у насељу Пачерани живело је 19 становника. Већина становника су били Муслимани.
| Националност | 1991.       | 1981. | 1971. |
| Муслимани    | 12 (63,16%) |       |       |
| Хрвати       | 6 (31,58%)  |       |       |
| Југословени  | 1 (5,26%)   |       |       |
| Укупно       | 19          |       |       |